# جين جونسون (لاعب كرة قدم أمريكية)
جين جونسون (بالإنجليزية: Gene Johnson)‏ هو لاعب كرة قدم أمريكية أمريكي، ولد في 30 أغسطس 1969.

## وصلات خارجية
- جين جونسون على موقع JustSportsStats.com (الإنجليزية)